# Devil Without a Cause
Devil Without a Cause es el cuarto álbum de estudio de Kid Rock lanzado el 18 de agosto de 1998. El año 2003 fue certificado como álbum de platino 11 veces en los Estados Unidos y 4 en Canadá.
En 2007 la National Association of Recording Merchandisers (NARM) lo colocó como el sexagesimoctavo mejor álbum de todos los tiempos. Este álbum junto a Significant Other de Limp Bizkit fue una gran inspiración para el Rap metal de finales de los noventa y comienzo del 2000.

## Canciones
| N.º | Título                                       | Escritor(es)                                                                          | Duración |  |
| 1.  | «Bawitdaba»                                  | R.J. Ritchie, Mark Shaffer, Jason Krause                                              | 4:27     |  |
| 2.  | «Cowboy»                                     | Ritchie, Shaffer, John Travis, J. Trombly                                             | 4:17     |  |
| 3.  | «Devil Without a Cause»                      | Kenny Olson, Ritchie, Shaffer, T. Shaw, L. Smith, Jalil "Whodini" Hutchins            | 5:32     |  |
| 4.  | «I Am the Bullgod»                           | Ritchie                                                                               | 4:50     |  |
| 5.  | «Roving Gangster (Rollin')»                  | Ritchie, Shaffer, M. Morales, Dave Robinson, Producer #2, Andrew Nehra, Damon Wimbley | 4:24     |  |
| 6.  | «Wasting Time»                               | Ritchie, Shaffer, Lindsey Buckingham                                                  | 4:02     |  |
| 7.  | «Welcome 2 the Party (Ode 2 the Old School)» | Ritchie, Shaffer, Lamont Dozier, Eddie Holland, Brian Holland                         | 5:14     |  |
| 8.  | «I Got One for Ya (con Robert Bradley)»      | Olson, Ritchie, Shaffer, Travis, J. Williams                                          | 3:37     |  |
| 9.  | «Somebody's Gotta Feel This»                 | Ritchie, Shaffer, Olson, Travis                                                       | 3:09     |  |
| 10. | «Fist of Rage»                               | Ritchie, Shaffer, Travis                                                              | 3:23     |  |
| 11. | «Only God Knows Why»                         | Ritchie, Shaffer, Travis                                                              | 5:27     |  |
| 12. | «Fuck Off (con Eminem)»                      | Ritchie, Shaffer, Mathers, Krause                                                     | 6:13     |  |
| 13. | «Where U at Rock»                            | Ritchie                                                                               | 4:24     |  |
| 14. | «Black Chick, White Guy»                     | Ritchie                                                                               | 7:08     |  |
| 15. | «I Am the Bullgod Remix (pista oculta)»      | Ritchie                                                                               | 4:53     |  |

## Demos paraAtlantic Records
| N.º | Título                       | Duración |  |
| 1.  | «Somebody's Gotta Feel This» | 3:07     |  |
| 2.  | «I Got One For Ya»           | 3:58     |  |
| 3.  | «Bawitdaba»                  | 4:05     |  |
| 4.  | «Cowboy»                     | 4:09     |  |
| 5.  | «Wasting Time»               | 4:05     |  |
| 6.  | «I Am The Bullgod»           | 4:47     |  |

## Demos
| N.º | Título                                | Duración |  |
| 1.  | «Bawitdaba ( No My Name Is Kid Rock)» | 4:24     |  |
| 2.  | «Cowboy»                              | 4:25     |  |
| 3.  | «Devil Without A Cause (sin Joe C)»   | 5:38     |  |
| 4.  | «Wasting Time»                        | 3:58     |  |
| 5.  | «Only God Knows Why»                  | 5:44     |  |
| 6.  | «I'm A Dog»                           | 3:44     |  |

## Personal
- Kid Rock – Voz, guitarra, banjo, sintetizadores, bajo
- Jimmy Bones – Teclado
- Joe C. – Escritor y voz
- Stefanie Eulinberg – Batería y percusión
- Shirley Hayden – Coros
- Jason Krause – Guitarra
- Misty Love – Coros
- Kenny Olson – Guitarra
- Uncle Kracker – Dj, Coro
- Eminem – Voz en "Fuck Off"
- Kenny Tudrick – guitarra, batería
- Robert Bradley – Voz en "I Got One For Ya"
- Thornetta Davis – Voz en "Wasting Time"

- Datos: Q904623